# Adoretus lineatus
Adoretus lineatus är en skalbaggsart som beskrevs av Brenske 1895. Adoretus lineatus ingår i släktet Adoretus och familjen Rutelidae. Inga underarter finns listade i Catalogue of Life.